# Naaldmeerval
De naaldmeerval (Farlowella acus) is een straalvinnige vissensoort uit de familie van de harnasmeervallen (Loricariidae). De wetenschappelijke naam van de soort is voor het eerst geldig gepubliceerd in 1853 door Kner.

## Kenmerken
Deze vissen hebben een lang en dun, met beenschilden bezet lichaam en een toegespitste snuit. De mannetjes zijn over het algemeen iets groter en slanker, met een iets dikkere en ruwere neus, terwijl de vrouwtjes iets voller gebouwd zijn. De lichaamslengte bedraagt 15 tot 25 cm.

## Leefwijze
Hun voedsel van deze bodembewonende, nachtactieve vis bestaat voornamelijk uit algen. Het zijn vredelievende vissen.

## Voortplanting
Het legsel wordt meestal op de bodem afgezet, waarna ze door het mannetje worden bewaakt totdat de jongen uitkomen.

## Verspreiding en leefgebied
Deze soort komt voor in het noorden en midden van Zuid-Amerika in rustig stromende rivieren.